# Centre de recherche CEA Paris-Saclay
Le centre de recherche CEA Paris-Saclay, situé dans l'Essonne, au cœur de l'université Paris-Saclay, est le plus grand des neuf centres de recherche du CEA. Précédemment, il s'appelait le centre CEA de Saclay, mais à la suite d'une réorganisation en 2017 le CEA Paris-Saclay comprend plusieurs sites, notamment le site de Saclay (qui n'est plus appelé « centre »), le site de Fontenay-aux-Roses, le site de Paris, et aussi ceux d'Évry, d'Orsay, et de Caen,.
Ce centre exerce ses activités dans les domaines de l'énergie nucléaire, des sciences du vivant, de la recherche fondamentale et appliquée en physique et en chimie, du climat et de l'environnement, des recherches appliquées dans de nombreux domaines technologiques.
Il accueille le siège administratif du CEA.
D'une superficie de 220 ha, il est implanté sur le plateau de Saclay, dans le pôle scientifique et technologique Paris-Saclay, au sud de Paris. Il est composé d'un domaine principal, et d'une extension : « l'Orme des Merisiers » situé à proximité.
Il accueille chaque jour 8 000 personnes dont 5 400 salariés du CEA.

## Activités du centre

### Énergies atomique et alternatives
La recherche autour de l'énergie nucléaire a été l'activité principale du centre depuis sa création. Depuis l'élargissement du CEA aux énergies alternatives en 2010, on y trouve aussi des activités de recherches dans les domaines de l'hydrogène et des bioénergies.
Les recherches sur l'énergie nucléaire concernent l'optimisation du fonctionnement des centrales nucléaires françaises actuelles et le développement de systèmes nucléaires innovants. Des moyens spécifiques lui sont consacrés :
- les réacteurs nucléaires de recherche : Osiris, Isis et Orphée ;
- le LECI, un laboratoire chaud d'étude des matériaux irradiés ;
- et l'installation d'essais sismiques « Tamaris ».

Ces travaux sont complétés par des recherches sur la gestion des déchets radioactifs ainsi que par le démantèlement des anciens réacteurs nucléaires de recherche : EL2, EL3, Ulysse, etc.
En parallèle des travaux expérimentaux, différents outils de simulation numérique utilisés dans la filière nucléaire sont développés et validés au sein du Département de modélisation des systèmes et structures (DM2S). Il s'agit notamment de codes de simulation en mécanique des structures (Cast3m, EuroPlexus), en thermohydraulique (CATHARE, FLICA, TrioCFD) ou encore en neutronique (APOLLO, TRIPOLI). La plateforme de SALOME, utilisée en particulier pour la CAO, le maillage et le post-traitement de calculs, y est également développée en partie.
D'autres axes de recherche sont étudiés parallèlement au domaine de l'énergie :
- la recherche technologique : les systèmes informatiques embarqués, les systèmes interactifs (relations homme-machine), les capteurs et le traitement du signal ;
- la recherche dans le domaine de la santé : l'effet des rayonnements sur les cellules et les molécules, l'ingénierie des protéines, les recherches en imagerie médicale et les dosages radioimmunologiques ;
- les études sur l'environnement : la modélisation du climat et l'effet de serre.

L'Atelier de décontamination d'expertise et de conditionnement (ADEC) mis en service en 1962 et à l'arrêt depuis 2011, était exploité et maintenu sous la responsabilité de la Société des techniques en milieu ionisant (STMI). En septembre 2015, la Société des techniques en milieu ionisant (STMI), société du groupe Areva, signe un contrat de plusieurs millions d'euros avec le CEA pour la mise en propreté radiologique de l'ADEC.

### Organismes et entreprises implantés
Le Centre CEA de Saclay accueille également l'Institut national des sciences et techniques nucléaires (INSTN), qui a pour mission l'enseignement et la formation professionnelle dans le domaine du nucléaire, le Laboratoire Léon Brillouin (LLB), ainsi que nombreux autres organismes ou entreprises :
- l'Agence nationale pour la gestion des déchets radioactifs (Andra) ;
- l'Institut de radioprotection et de sûreté nucléaire (IRSN) ;
- l'Institut international de l'énergie nucléaire (I2EN) ;
- le Réseau européen pour l'enseignement des sciences nucléaires (Association ENEN) ;
- IBA, producteur de molécules radiomarquées pour la radiothérapie ;
- TechnicAtome (anciennement Areva TA) ;
- Euriso-top, producteur de solvant contenant du deutérium et de produits marqués ;
- Institut de recherche sur les lois fondamentales de l'univers (IRFU) ;
- Institut rayonnement-matière de Saclay (IRAMIS).
- Depuis 2021, le centre accueille l'Institut des Neurosciences Paris-Saclay.

## Histoire

### Prémices
Les dirigeants du commissariat à l'énergie atomique décident dès sa fondation en 1945 la création d'un grand centre de recherche nucléaire : ce sera le Centre d’études nucléaires de Saclay. Mais les premières expériences nucléaires — notamment la pile Zoé — sont effectuées dans le fort de Châtillon, à Fontenay-aux-Roses.
En 1946, Raoul Dautry, administrateur général du CEA choisi le site de Saclay : un plateau sans charme peuplé de 700 habitants et peu boisé, terre à blé ouverte à tous vents acquise après bien des débats locaux, en raison de son éloignement géographique de Paris et de la proximité offerte par les moyens de communication modernes comme le métropolitain pour un centre d'études de physique nucléaire.
Le 11 décembre 1946, un arrêté d’expropriation pour des parcelles sur Saclay est pris. Le 14 décembre 1946, un autre arrêté paraît au Journal officiel, déclarant d'utilité publique l'acquisition de deux terrains situés en bordure de la nationale 306 sur les communes de Saclay, Villiers-le-Bâcle et Saint-Aubin pour y installer les services industriels et scientifiques du CEA.
En 1947, la construction du centre de Saclay débute mais est âprement discutée.
Cette même année, Joliot-Curie se rend à Versailles pour indiquer que la suppression des terres agricoles est sans préjudice pour la production de blé et que le centre ne présente aucun danger. Frédéric Joliot et ses collaborateurs multiplient alors les conférences sur la radioactivité afin de rassurer les populations, tant sur les questions de sécurité, que sur celles tenant à la suppression de terres à blé.
Pour rassurer les populations, le projet est dénommé laboratoire atomique — et non usine —.
Le sujet fait également l'objet d'un échange à l'assemblée nationale en mars 1947.
En avril 1948, les requêtes d'annulation de l’arrêté d'expropriation sont rejetées au motif que les travaux militaires sont une mesure d'urgence pour résorber le chômage pendant cinq années.
En 1948 est démontrée la première pile française au Fort de Châtillon devant Vincent Auriol, Joliot-Curie, et Lew Kowarski. En 1948, après le démonstrateur Zoé (Zéro énergie, Oxyde d'uranium, Eau lourde) le laboratoire de Saclay peut se développer. Ainsi, dès décembre 1948, Saclay est pressenti pour une deuxième pile.
En 1949, l'accord de la population de Saclay est obtenu pour la construction d'un centre vivant en l'échange de la promesse de l'absence de toute forme de danger.

### Évolutions
Le centre de Saclay  est la dernière œuvre d'ampleur de l'architecte Auguste Perret, qui l'a conçu comme un « petit Versailles » consacré aux sciences de l'atome. Il a pu dessiner une trentaine d’édifices, dont une vingtaine sera construite, notamment l'emblématique restaurant (rénové en 2004) et le château d'eau, devenu le symbole architectural du CEA de Saclay.
En 1950, après la révocation de Frédéric Joliot de ses fonctions de Haut-Commissaire à l’énergie atomique, Francis Perrin devient Haut-Commissaire du CEA (responsabilité qu’il conserva jusqu’en 1970).
En 1951, Jules Guéron est nommé premier directeur du Centre d'études nucléaires de Saclay.
En 1952, le centre de Saclay est inauguré et le premier réacteur nucléaire de recherche de Saclay est mis en service : il s'agit du  successeur de la pile Zoé : EL2 ou réacteur à Eau Lourde no 2, qui fonctionna jusqu'en 1965. En 1952 démarre aussi à Saclay le premier accélérateur de particules du CEA. La même année, une direction industrielle est créée au sein du CEA sous l’impulsion de Pierre Guillaumat.
Pendant une dizaine d'années, ce n'est pas moins de huit réacteurs nucléaires de recherche qui sont construits à Saclay : Aquilon (1956-1967) ; la pile à eau lourde EL3 (1957-1979) ; Rubéole (1957-1963) ; Proserpine (1958-1961) ; PEG (1959-1960) ; Alizé (1959-1961) et Ulysse (1961-2007).
En mars 1964, la décision est prise de construire le réacteur Osiris et sa maquette Isis. Les premiers travaux débutèrent en juin. La divergence d'Isis s'est produit le 28 avril 1966 et celle d'Osiris le 8 septembre de la même année.
De 1976 à 1980, en parallèle du développement du parc électronucléaire français de réacteurs à eau pressurisée d'EDF, le CEA et la société Technicatome construisent un réacteur de recherche à Saclay : Orphée, conçu sur le modèle du Réacteur à Haut Flux (RHF) mis en service à Grenoble en 1971.
En 2006, au voisinage immédiat de l'extension de l'Orme des Merisiers, le synchrotron SOLEIL est inauguré, propriété conjointe du CEA et du CNRS, puis le 24 octobre 2015, l'installation du laser Apollon est inaugurée a son tour. Ce dernier doit atteindre une puissance de cinq pétawatts, devenant ainsi le plus puissant au monde.
Depuis février 2017, le centre est regroupé avec le centre CEA de Fontenay-aux-Roses pour constituer le centre CEA Paris-Saclay.
A la fin des années 2010, les réacteurs de recherche Orphée et Isis sont mis définitivement à l'arrêt.

## Directeurs du centre
- Jules Guéron (1951)
- Jean Debiesse (1954–1970)
- Paul Delpeyroux (–1990)
- Jean Bazin (1990–1993)
- Eliane Loquet (1993–2000)
- Jean–Pierre Pervès (2000–2005)
- Yves Caristan (2005–2012)
- Jacques Vayron (2012–2016)
- Michel Bédoucha (2016–2021)[25]
- Christian Bailly (2021–2024)
- Hervé Barbelin (2024–présent)